# Pseudalsomyia hyrcanica
Pseudalsomyia hyrcanica là một loài ruồi trong họ Tachinidae.